# Cynorta meinerti
Cynorta meinerti is een hooiwagen uit de familie Cosmetidae.